# Yovany Aragon
Yovany Aragon (2 de mayo de 1974) fue un lanzador del béisbol cubano que se desempeñó con el equipo Sancti Spiritus en las series nacionales de este país.

## Trayectoria
En las series nacionales alcanzó más de 150 victorias, más de 1000 ponches. En el equipo Sancti Spiritus ostenta varios récords, como es la de más victorias en una serie con quince. De su trayectoria en series nacionales participó en 16 campañas, todas con el mismo equipo, los Gallos del Yayabo. Representó a Cuba en eventos internacionales como Mundiales y Juegos Olímpicos, como en Sídney 2000, donde alcanzó la medalla de plata, perdiendo en la final contra el equipo de Estados Unidos.